# Сералонга Б (Козенца)
Сералонга Б је насеље у Италији у округу Козенца, региону Калабрија.
Према процени из 2011. у насељу је живело 19 становника. Насеље се налази на надморској висини од 1151 м.